# كرومات السترونتيوم
كرومات السترونتيوم هو مركب كيميائي صيغته SrCrO4، ويوجد على هيئة مسحوق أصفر. يعد هذا المركب من المؤكسدات القوية.

## التحضير
يحضر هذا المركب من تفاعل كلوريد السترونتيوم مع كرومات البوتاسيوم:
{\displaystyle {\ce {SrCl2 + K2CrO4 -> 2KCl + SrCrO4 v}}}
وكذلك من تفاعل ملح الكلوريد مع حمض الكروميك.

## الخواص
يوجد المركب في الشروط القياسية على هيئة مسحوق أصفر، وهو ضعيف الانحلالية في الماء. يؤدي تسخين ملح كرومات السترونتيوم مع كربونات السترونتيوم إلى حدوث تفاعل أكسدة واختزال للكروم إلى الكروم الخماسي:
{\displaystyle {\ce {4SrCrO4 + 2SrCO3 $\xrightarrow {800\,{\text{°C}}} $2Sr3(CrO4)2 + 2CO2 + O2}}}
أما التفاعل مع حمض الكروميك فيعطي ملح ثنائي كرومات السترونتيوم:
{\displaystyle {\ce {2SrCrO4 + H2CrO4 -> Sr2Cr2O7 + H2O}}}

## الاستخدامات
يستخدم هذا المركب على هيئة خضاب أصفر، ويعرف باسم أصفر السترونتيوم.